# ファミナビ
『ファミナビ』は、CS衛星放送チャンネル、ファミリー劇場で放送されていた広報番組。「ファミナビ」のタイトルは、ファミリー劇場+ナビゲーションからきている。

## 概要
1996年のファミリー劇場開局と同時に『こちらファミリー劇場』の名で、番組の合間におすすめ番組を紹介するスポット枠を新設。番組紹介の他、視聴者からのハガキの紹介などもあった。番組の放送時間の決まりがなく不定期に放送された。1997年より初代ナビゲーターとして、東京サンシャインボーイズに所属した女優の宮地雅子を起用。各作品にちなんだコスプレなどが見ものとなった。1998年にはドラマ作品を紹介する『オイラはドラマ!』にリニューアル。さらに1999年にはステーションキャラクターとしてお茶の間博士（声：鈴木清信）が登場、講師役を務めた『おしえて!お茶の間博士』に。8月より月〜木曜の11:55、21:55に時間指定付き（5分）の放送となる。1999年末に宮地が降板し、2000年より『ファミリー探検隊』司会のフリーアナウンサー・宮内亜弥子がミニ宣伝やハガキ読みなども担当した。
そして2001年4月より、『燃えろ!!ロボコン』のロビーナ役でブレイクした人気アイドルの加藤夏希を起用。日曜午前11:30 - 12:00に『加藤夏希のファミナビ』が登場。30分の大型番組となる。さらに新ステーションキャラクターがギュギュに代わり、加藤とギュギュとのかけあいも見ものとなる。イラストレーターの西尾鉄也による番組紹介イラストコーナー「ふぁみ&なみのお楽しみはこれかもね！」も人気コーナーのひとつとなる。（2002年4月より、月〜金の夜5分枠に『プチファミナビ』と題して、ファミナビの各部分を各曜日でリピート放送を開始（当時の放送時間は22:55。以後20:55 → 23:55へと移動。その後金曜日廃止に）。さらに加藤が2003年12月で卒業し、日曜30分枠も廃止される。
2004年1月からグラビアアイドルの森下千里が新ナビゲーターとして登場し『森下千里のファミナビ』となる。2005年5月の放送で西尾のイラストコーナーが終了、以降は放送作品の出演者のインタビューなどがメインとなる。同年9月を最後に『ファミナビ』は終了となった。
ファミナビ終了後の2005年9月19日からはナビゲーターを設けず、月ごとの一押し番組を紹介する『ファミ劇Push!』となり、2007年3月まで放送された。翌月の4月から全面リニューアルされた『ファ見る!』へと移行した。『ファ見る!』は『魔法戦隊マジレンジャー』のマジピンク・小津芳香役で人気だった別府あゆみがナビゲーター（調査員）として登場し、往年の人気アニメのキャラクターの声をあてた声優（キャラクターは画面隅にシルエットで表示）が「諜報員」として登場する。2010年8月まで放送された。ファミリー劇場のおすすめ番組を紹介するというコンセプトは「ファミナビ」時代と同じコンセプトを継承している。

## 主なコーナー
- ふぁみ&なみのお楽しみはこれかもね!（イラスト：西尾鉄也）
- 特撮ナビ
- 突撃取材

## ナビゲーター
こちらファミリー劇場
- 宮地雅子（1997年1月 - 1999年12月）
- 宮内亜弥子（2000年1月 - 2001年3月）

加藤夏希のファミナビ／プチファミナビ
- 加藤夏希（2001年4月 - 2003年12月）

森下千里のファミナビ
- 森下千里（2004年1月 - 2005年9月）

## キャラクター
- お茶の間博士（声：鈴木清信）- 「おしえて!お茶の間博士」講師
- ふぁみ&なみ - イラストコーナーに登場。
- ギュギュ